# 謝傳祖
謝傳祖（1925年1月19日—1951年5月21日），新竹州苗栗郡公館街人，中國共產黨員，1946年入廈門大學化學系，為台灣第一批公費留學生，與同期公費生同學劉正坤、經濟系學生張克輝、英語系蔡瑞欽等友好，1948年由蔡瑞欽吸收加入共產黨，加入台南地區工委會朴子小組，光明報事件後全省大搜捕遭逮捕，涉後崛基地案遭判死刑，於1951年5月21日槍決於台北馬場町。

## 生平
謝傳祖，苗栗鶴崗人，早年留學日本京都，日本戰敗後返台，1946年參與公費留學考試合格，為台灣第一批公費留學生，考入廈門大學化學系，因國共內戰選擇返台就讀師大理化系，二二八事件爆發後對國民政府失望，並於1948年經由同是公費留學生返台擔任台灣省教育會研究組組長的蔡瑞欽介紹加入中國共產黨，1948年四六事件後與蔡瑞欽等人前往朴子發展組織，成為中國共產黨台灣省工作委員會台南地區工委會朴子小組成員，吸收栗子崙國校教員楊舞井及林榮村、彌陀國校教員李凱南、王柏棟、黃錦文、羅天賀等，並由李凱南在後堀墾荒建立武裝基地即後崛基地，1950年蔡孝乾變節後，台灣共黨組織陸續遭破獲，台南工委會支部成員遭到搜捕落網，經軍法局1951年5月10日判決確定，於1951年5月21日與同案蔡瑞欽、楊舞井、王柏棟、林榮村、黃錦文、李凱南、羅天賀槍決於台北馬場町。

## 平反
2018年12月7日，促進轉型正義委員會促轉三字第1075300145A號函文，公告受難者黃藻儒君等1505人應予平復司法不法之刑事有罪判決暨其刑，其中(40)安潔字第 1149 號，有關謝傳祖共同意圖以非法之方法變更國憲顛覆政府而著手實行之有罪判決暨其刑及沒收之宣告正式撤銷。